# Ferdinand Tönnies
Ferdinand Tönnies (n. 1855; d. 1936) a fost un sociolog german.

## Opera
- Ferdinand Tönnies Gesamtausgabe (TG), ed. Lars Clausen, Alexander Deichsel, Cornelius Bickel, Carsten Schlüter-Knauer, Uwe Carstens), Walter de Gruyter, Berlin/New York 1998
- De Jove Ammone questionum specimen, Tübingen 1877
- Gemeinschaft und Gesellschaft, [1887], Darmstadt 2005
- Der Nietzsche-Kultus, [1897] 2005
- Schiller als Zeitbürger und Politiker, Berlin-Schöneberg, 1905.
- Die soziale Frage, [1907], Walter de Gruyter, Berlin/New York 1989
- Thomas Hobbes, der Mann und der Denker, 1910.
- Naturrecht und Völkerrecht, 1917.
- Der englische Staat und der deutsche Staat, 1917.
- Kritik der öffentlichen Meinung, [1922], Walter de Gruyter, Berlin/New York 2002 (= TG 14)
- Einführung in die Soziologie, 1931
- Geist der Neuzeit, [1935], Walter de Gruyter, Berlin/New York 1998 (in: TG 22, S. 1 -)
- Soziologische Schriften 1891-1905, ed. Rolf Fechner, Profil-Verlag, München / Wien 2008.
- Schriften zur Anthropologie und Rezensionen, ed. Rolf Fechner, Profil-Verlag, München / Wien 2009.
- Schriften zu Friedrich von Schiller, ed. Rolf Fechner, Profil-Verlag, München / Wien 2009.